# Chevrolet K5 Blazer
Pour les articles homonymes, voir Chevrolet Blazer.
La Chevrolet K5 Blazer est un 4x4 produit par Chevrolet de 1969 à 1994. En 1995, il est remplacé par le Chevrolet Tahoe qui était la version européenne du troisième K5 Blazer.
Même en Argentine, il fut produit de 1995 à 2001.

## Première génération (1969-1972)

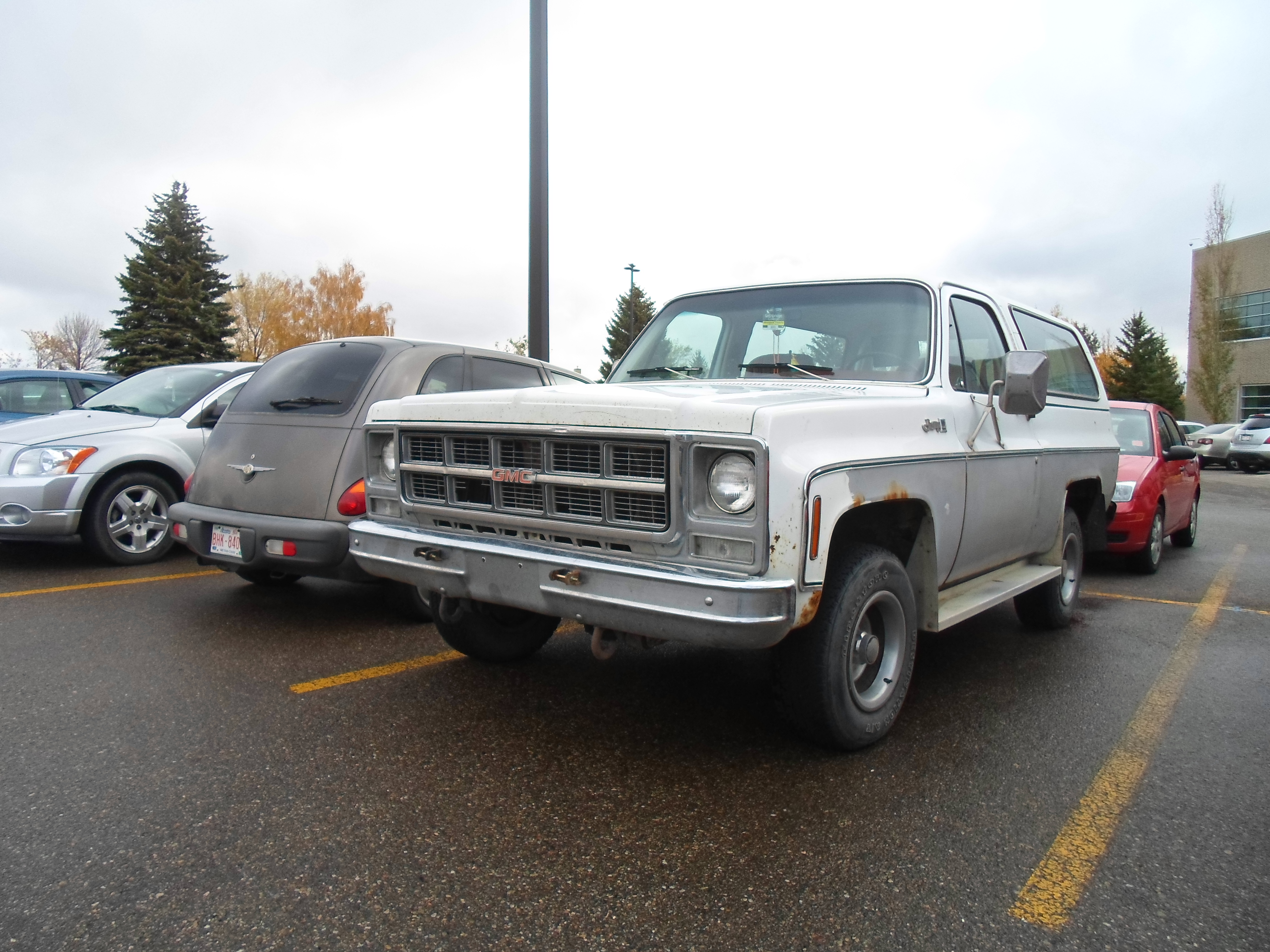
GMC S-15 Jimmy I

Le K5 d'origine était un pick-up à empattement court. Pendant l'année modèle 1969, il était disponible uniquement en tant que quatre roues motrices; pour 1970, un modèle à deux roues motrices a été proposé. Il y avait quatre choix pour les moteurs : le six cylindres en ligne 250, le six cylindres en ligne 292, le V8 307 et le V8 350.
Le Blazer a été conçu et commercialisé pour rivaliser avec l'International Harvester Scout et le Ford Bronco. Les deux visés initialement le court Jeep CJ Series, qui était beaucoup plus petit que les autres pick-ups. L'innovation du Blazer était de simplement proposer un pick-up raccourcie, ce qui augmentait à la fois l'espace intérieur et abaissait les coûts de production avec une plate-forme partagée. Le Blazer est rapidement devenu populaire. Pour la première fois, il conjugué les capacités tout-terrain du Scout avec des fonctionnalités «de luxe» comme la climatisation et les transmissions automatiques régulièrement disponibles sur les pick-ups. En 1970, le Blazer dépassait déjà ses deux rivaux plus âgés. Ford, Dodge et même Jeep contreraient avec des pick-ups raccourcis et similaires, avec le Dodge Ramcharger et le Jeep Cherokee. Il a également été proposé en cabriolet.
La version à deux roues motrices était dotée d'une suspension avant indépendante et de bras de suspension arrière, tous deux avec ressorts hélicoïdaux. La version à quatre roues motrices avait un essieu avant solide et des ressorts à lames utilisés à l'avant et à l'arrière. Les deux versions utilisaient des freins à tambour aux quatre roues jusqu'en 1971, lorsque toute la gamme de pick-ups légers de GM disposait de disques avant standard. Un compte-tours était facultatif.
Il y avait aussi le choix entre une transmission automatique à trois vitesses Turbo Hydromatic (TH350), une transmission manuelle à trois vitesses et une transmission manuelle à quatre vitesses Synchromesh (SM465), souvent appelée "grand-mère" en raison de son premier rapport bas de 6,55:1. Deux boîtes de transfert étaient proposées: la Dana 20, disponible uniquement avec les transmissions manuelles, ou la NP-205, disponible avec les deux types de transmissions. Le Blazer avait une garde au sol de 203 mm et un angle d'approche de 35°.
En octobre 2019, une version personnalisée du K5 Blazer de première génération a été réalisée en utilisant entièrement la carrosserie d'un Chevrolet Tahoe de 2018 et a été diffusée à travers le monde via les médias sociaux avant une exposition programmée au SEMA Show 2019 en l'honneur du 50e anniversaire du Blazer.
Moteurs
- Six cylindres en ligne 250 (4,1 L) (1969-1984)
- Six cylindres en ligne 292 (4,8 L) (1970-1971)
- V8 307 (5,0 L) (1969-1973)
- V8 350 (5,7 L) (1969-1991)

Boîtes de transfert
- NP-205 - transmission intégrale à temps partiel
- Dana 20 - transmission intégrale à temps partiel

| Année | Production |
| ----- | ---------- |
| 1969  | 04 935     |
| 1970  | 11 527     |
| 1971  | 17 220     |
| 1972  | 44 266     |

## Seconde génération (1973-1991)

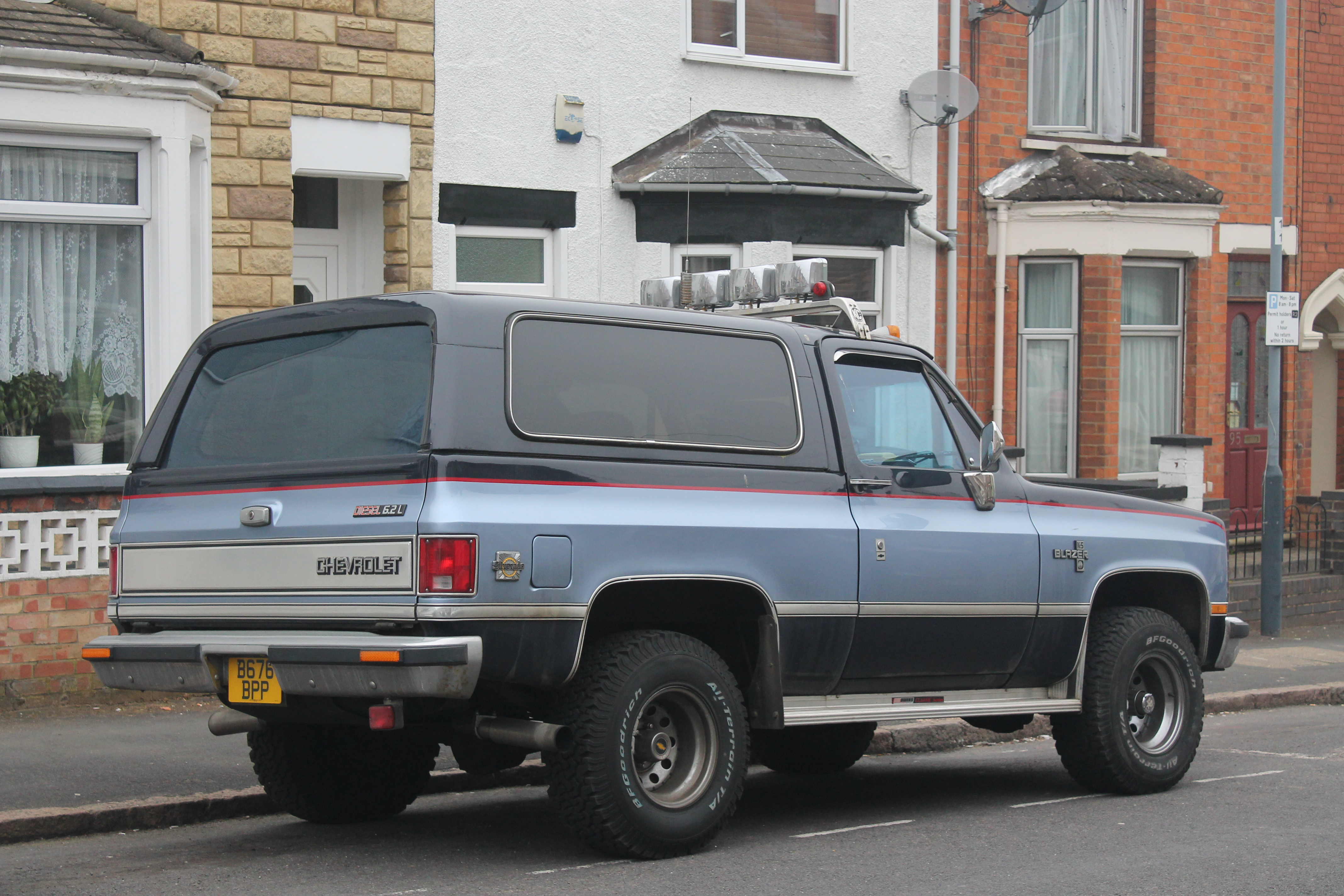
Chevrolet K5 Blazer II

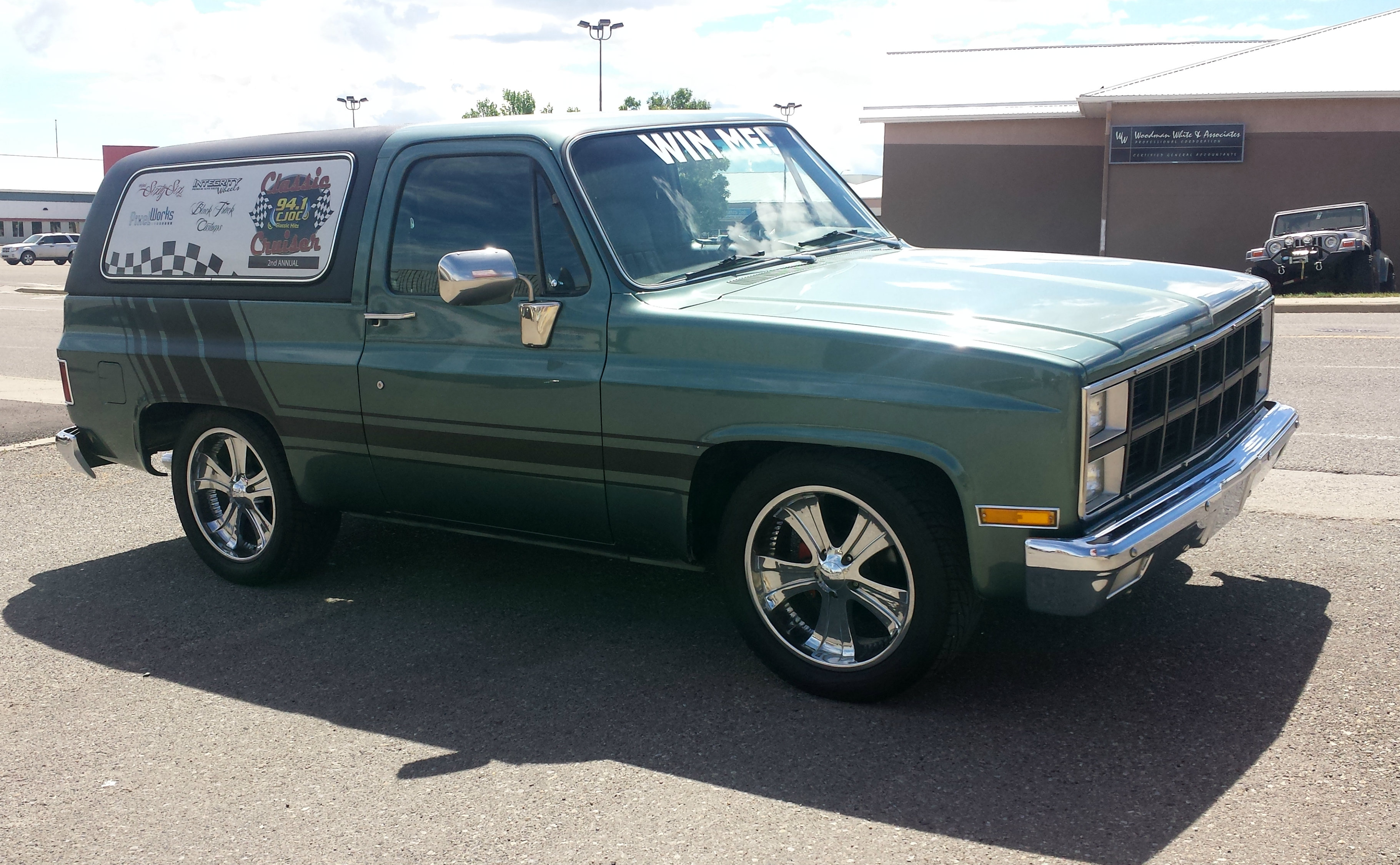
GMC S-15 Jimmy II

Pour 1973, la gamme de pick-ups full-size de GM a été repensée et mise à jour. Un volant inclinable est devenu optionnel. Bien que les Blazer à propulsion aient été fabriqués jusqu'en 1982, la majorité vendue était à quatre roues motrices.
Jusqu'en 1975, le K5 avait un toit convertible amovible. En 1976, une conception à demi-cabine a été introduite et utilisée jusqu'en 1991,.
Bien que la plate-forme GMT400 ait été introduite au printemps 1987 en tant que modèle de 1988, les pick-ups K5 Blazer et SUV Suburban à cabine multiplace ont conservé la plate-forme antérieure jusqu'en 1991. Pour fin 1988 pour les modèles de 1989, la calandre avant a été modifiée pour ressembler à celles carré utilisées sur la série de pick-ups GMT400.
Le K5 Blazer était équipé d'un six cylindres en ligne de 4,1 L en standard jusqu'en 1984. Les moteurs disponibles comprenaient un six cylindres en ligne de 4,8 litres et des V8 petit blocs de 4998.5031.5735 ou 6 555 cm3 et un V8 Diesel Detroit de 6,2 L.
Les Blazer de 1973-1980 utilisaient la boîte de transfert à temps partiel NP-205 entraînée par engrenage (principalement accouplée à la transmission manuelle SM465 et certaines TH350) ou la boîte de transfert à temps plein NP-203 entraînée par chaîne (accouplée à la TH350 automatique) et une combinaison d'essieu avant DANA-44 et une combinaison d'essieu arrière à 12 boulons jusqu'en 1980. À partir de 1981, il utilisé une boîte de transfert à entraînement par chaîne NP208 (NP241 après 1988) avec des combinaisons d'essieux avant/arrière à 10 boulons jusqu'en 1991. Il y a eu un chevauchement des arrière à 12 boulons au début des années 80, tandis que l'essieu avant à 10 boulons a été mis en production à la fin des années 1970.
Les modèles K5 de deuxième génération incorporaient la vitre du hayon et le hayon en une seule unité, ce qui permettait au panneau de verre de se rétracter à l'intérieur du hayon en utilisant une manivelle manuelle montée sur le hayon ou avec un moteur électrique activé par un interrupteur à clé sur le hayon et un interrupteur monté sur le tableau de bord. Selon les rumeurs, le poids du grand panneau de verre était un handicap, car les engrenages des manivelles manuels étaient usés prématurément et le moteur électrique était sujet à des surchauffes fréquentes et à des pannes ultérieures. Cela comprenait également le câble d'entraînement du moteur électrique qui va du lève-vitre jusqu'au moteur (de conception similaire à un câble d'indicateur de vitesse), qui tomber généralement en panne en cas de mauvais usage. Une autre caractéristique du hayon du K5 Blazer était l'interrupteur de sécurité connecté au moteur électrique qui empêchait la lunette arrière de se relever si le hayon était déverrouillé.
Depuis 1981 (à la suite de l'embargo du pétrole arabe de 1973 et de la crise énergétique de 1979), Chevrolet et GMC ont utilisé les moteurs de 5,0 L à cylindrée plus petite avec un taux de compression de 9,2:1. Ces moteurs produisaient presque autant de couple que le 5,7 L, donnant une sensation de conduite similaire. Cependant, ces moteurs étaient sous-alimentés et sujets à détonation (cliquetis), en particulier avec le module de contrôle électronique des étincelles. Pour atteindre le taux de compression de 9,2:1, les chambres de culasse étaient plus petites, mesurant 56 cm3 au lieu de 76 cm3.
Vers 1976, un prototype de K5 Blazer été utilisé comme base d'essai pour le véhicule militaire CUCV construit par Vic Hickey, père du HUMVEE. Entre 1983 et 1987, ce qui est connu comme le M1009 CUCV était la version militarisée de K5 civil de production. Les différences sont l'absence de climatiseur, un ressort à lames supplémentaire dans la suspension, un système électrique hybride 12/24 V (décrit en détail ci-dessous), des phares occultants, un pare-buffle monté à l'avant, un porte-fusil et des travaux de peinture spéciaux. La majorité d'entre eux sont peints en vert olive terne ou dans un motif de camouflage des bois, bien que certains véhicules qui ont vu le désert soient peints en beige. Tous les M1009, y compris ses dérivés, sont alimentés par le moteur Diesel de 6,2 L.
Les M1009 ont un système électrique divisé 24/12 V. La plupart du pick-up fonctionne en fait sur 12 V. Il a deux alternateurs séparés de 12 V et des batteries câblées en série, seuls le système de bougie de préchauffage, la pompe d'injection, le démarreur et la prise du câble volant sont câblés aux bornes 24 V. Tout le reste du pick-up fonctionne sur 12 V. Les bougies de préchauffage sont en fait des bougies de préchauffage de 12 V avec un pack de résistances sur le pare-feu pour faire descendre le 24 V à 12 V. Ce bloc de résistances peut être contourné et les bougies de préchauffage fonctionnent directement sur la batterie 12 V. Si cela est fait et que le démarreur 24 V est remplacé par un démarreur 12 V standard, le deuxième alternateur n'est plus nécessaire. (Si cela est fait, l'adaptateur militaire de 24 V qui se trouve dans la grille devra également être déconnecté.)
Certains M1009 déclassés finissent par être utilisés par les forces de l'ordre (par exemple avec le département du shérif du comté de Los Angeles) ou vendus par le biais d'enchères gouvernementales, mais une poignée est toujours utilisée par la Garde nationale.
Après 1987, lorsque l'injection a été introduite dans les moteurs des pick-ups, le 350 a été transformé en centrale électrique standard.
GM a temporairement changé la désignation habituelle «C/K» en «R» et «V» pour les années modèle de 1987 à 1991. Cela a été fait pour éviter toute confusion avec les pick-ups Chevrolet C/K basées sur la plate-forme GMT400, qui ont été introduits en 1988, pendant la période d'empiètement.
En 1988, quatre nouvelles couleurs ont été introduites: Bright Blue Metallic, Forest Green Metallic, Light Mesa Brown Metallic, et Dark Mesa Brown Metallic. Plus de nouvelles fonctionnalités pour 1988 comprenaient une antenne à mât fixe à la place de l'ancienne antenne de pare-brise, un compteur kilométrique dans le cadre de l'ensemble de jauges et un contrôle amélioré des essuie-glaces à impulsion. De plus, un nouveau joint de poignée de porte a contribué à réduire les fuites d'air dans les portes.
Le Blazer de 1989 avait de nouvelles calandres de base et de niveau supérieur, ainsi que de nouvelles lunettes de phare, des moulures latérales de carrosserie et des bandes de frottement de pare-chocs avant. Les essieux à 10 boulons d'usine ont été mis à niveau vers 30 arbres d'essieu cannelés par rapport aux 28 cannelures précédentes. Une nouveauté pour 1989 a été l'introduction d'une toute nouvelle couche de base/peinture transparente. Le V8 L05 de 5,7 litres standard avait désormais une courroie d'entraînement accessoire serpentine à la place de l'ancienne configuration d'entraînement multi-courroie. 1989 était la première année pour la boîte de transfert 241 et aussi la seule année pour la version entraînée par câble d'indicateur de vitesse de la 241.
Pour l'année modèle 1990, tous les Blazer avaient désormais un système de freinage de roue arrière antiblocage standard. Un nouveau système de compteur de vitesse électronique, avec un compteur kilométrique à 6 chiffres sur le tableau de bord a également été introduit pour 1990, ainsi que des garnitures de frein sans amiante. Un nouveau témoin de frein a également été introduit sur le tableau de bord pour 1990. La carrosserie du Blazer utilisait également une tôle extérieure galvanisée double face. Une nouvelle option pour 1990 était les rétroviseurs électriques. Le moteur V8 (L05) de 5,7 litres a été amélioré pour 1990 avec l'ajout de bagues de contrôle d'huile améliorées, un joint de vilebrequin arrière repensé, une nouvelle conception de pignon d'arbre à cames, des joints de collecteur d'admission sans amiante et des soupapes d'admission robustes. Le harnais d'épaule à 3 points devient également la norme pour les passagers arrière. Les accoudoirs des sièges arrière ont été supprimés du siège arrière pour faire de la place pour les ceintures baudrier et des blocs ont été ajoutés aux passages de roue.
Pour 1991, la 700R4 a été renommée 4L60. Le système TBI (Throttle Body Injection) utilisé sur le V8 de 5,7 litres standard du Blazer avait des roulements d'arbre plus longs, de nouveaux ressorts de rappel des gaz et une meilleure distribution du mélange de carburant. Le V8 de 5,7 litres avait également de nouvelles soupapes d'admission robustes et des pignons d'arbre à cames en métal poudré. De série sur tous les moteurs était un alternateur CS130 de 100 ampères plus léger et plus puissant. Deux nouvelles couleurs extérieures, Brilliant Blue et Slate Metallic ont été offertes.
Boîtes de transfert
- Dana 20 - entraîné par engrenage à temps partiel (1973)
- NP-203 - entraîné par chaîne à temps plein (1973-1979)
- NP-205 - entraîné par engrenage à temps partiel (1973-1980)
- NP-208 - entraîné par chaîne à temps partiel (1981-1988)
- NP-241 - entraîné par chaîne à temps partiel (1989-1991)
  - (Les NP-208 et NP-241 sont à "changement à la volée")

Essieux
- Dana 44 - Essieu avant (1973-1977/78)
- À 10 boulons d'usine GM - Essieu avant (1977/78-1991)
- À 12 boulons d'usine GM - Essieu arrière (1973-1981)
- À 10 boulons d'usine GM - Essieu arrière (1982-1991)

| Année | Production |
| ----- | ---------- |
| 1973  | 44 841     |
| 1974  | 56 798     |
| 1975' | 50 548     |
| 1976  | 74 389     |
| 1977  | 86 838     |
| 1978  | 88 858     |
| 1979  | 90 987     |
| 1980  | 31 776     |
| 1981  | 23 635     |
| 1982  | 24 514     |
| 1983  | 26 245     |
| 1984  | 39 329     |
| 1985  | 40 011     |
| 1986  | 37 310     |
| 1987  | 32 437     |
| 1988  | 28 446     |
| 1989  | 26 663     |
| 1990  | 18 921     |
| 1991  | 07 332     |

## Troisième génération (1992-1994)
Pour 1992, GM a repensé ses SUV, passant à l'architecture GMT400 qui avait fait ses débuts pour les lignes de pick-up de 1988. Le GMC Jimmy a été renommé Yukon. Le moteur standard est resté le V8 de 5,7 L à petit bloc avec injection de carburant. Un V8 Diesel de 6,5 L à turbocompresseur a été ajouté en option pour 1994, avec une puissance de 182 chevaux (134 kW) et un couple de 488 N m. Il n'était disponible qu'avec une transmission automatique à quatre vitesses.
Le Blazer full-size a été abandonné pour 1995, remplacé par le Chevrolet Tahoe qui comportait un style de carrosserie à deux et quatre portes.